# Ornithomimidae
Ornithomimidae (il cui nome significa "sauri imitatori di uccelli") è una famiglia estinta di dinosauri teropodi ornithomimosauri, molto simili superficialmente ai moderni struzzi, vissuti nel Cretaceo superiore, circa 92-66 milioni di anni fa (Turoniano-Maastrichtiano), in quella che un tempo era la Laurasia (oggi Asia e Nord America). Questi animali sono noti per la loro corporatura leggera, gambe e collo allungati, arti anteriori lunghi e funzionali e una piccola testa dalle fauci sdentate.

## Descrizione

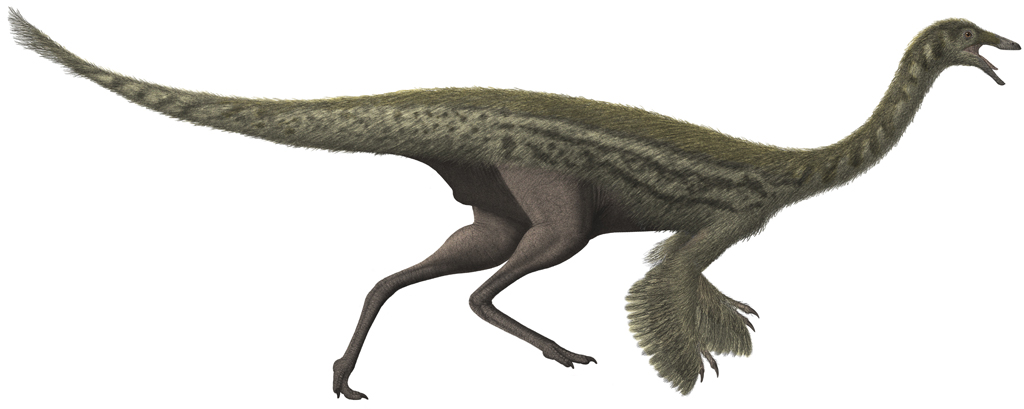
Ricostruzione di Gallimimus

Il cranio degli ornitomimidi era relativamente piccolo, dotato di grandi occhi e fauci prive di denti ma dotate di becco. La testa era sorretta da un collo relativamente lungo e sottile. Gli arti anteriori ("braccia") erano lunghi e sottili e possedevano tre dita armate di potenti artigli. Gli arti posteriori erano lunghi e potenti, mentre le dita erano più corte e robuste e terminavano con artigli simili a zoccoli. Gli ornitomimidi erano probabilmente tra i più veloci di tutti i dinosauri. Come molti altri coelurosauri, gli ornithomimidi erano ricoperti sulla maggior parte del corpo da un fitto piumaggio.

## Classificazione
Nominata da Othniel Charles Marsh nel 1890, la famiglia Ornithomimidae era originariamente classificata come gruppo di ornitopodi. Due anni dopo, Marsh descrisse del materiale aggiuntivo e si rese conto che gli ornithomimidi erano teropodi. Quando i rapporti all'interno dei teropodi incominciarono a risolversi nel ventesimo secolo, Friedrich von Huene incluse Ornithomimidae nel suo infraordine Coelurosauria. Riconoscendo il carattere distintivo degli ornitomimidi rispetto agli altri coelurosauri, Rinchen Barsbold posizionò gli ornitomimidi all'interno del proprio infraordine Ornithomimosauria, nel 1976. Oggi Ornithomosauria è considerata un clade all'interno di Coelurosauria. I contenuti di Ornithomimidae e Ornithomimosauria variavano da autore ad autore quando le definizioni cladistiche cominciarono ad apparire per i gruppi negli anni '90 e 2000.
Il cladogramma sottostante è il risultato di uno studio condotto da Claudia Serrano-Branas e colleghi (2015):
|  | Anserimimus planinychus |
|  |                         |
|  | Gallimimus              |
|  |                         |

|         | Struthiomimus                                                             |
|         |                                                                           |
| unnamed | \| \| Tototlmimus packardensis \| \| \| \| \| \| Ornithomimus \| \| \| \| |
|         | \| \| Tototlmimus packardensis \| \| \| \| \| \| Ornithomimus \| \| \| \| |
|         | Tototlmimus packardensis                                                  |
|         |                                                                           |
|         | Ornithomimus                                                              |
|         |                                                                           |

|  | Tototlmimus packardensis |
|  |                          |
|  | Ornithomimus             |
|  |                          |

|  | Anserimimus planinychus |
|  |                         |
|  | Gallimimus              |
|  |                         |

|         | Struthiomimus                                                             |
|         |                                                                           |
| unnamed | \| \| Tototlmimus packardensis \| \| \| \| \| \| Ornithomimus \| \| \| \| |
|         | \| \| Tototlmimus packardensis \| \| \| \| \| \| Ornithomimus \| \| \| \| |
|         | Tototlmimus packardensis                                                  |
|         |                                                                           |
|         | Ornithomimus                                                              |
|         |                                                                           |

|  | Tototlmimus packardensis |
|  |                          |
|  | Ornithomimus             |
|  |                          |

|  | Anserimimus planinychus |
|  |                         |
|  | Gallimimus              |
|  |                         |

|         | Struthiomimus                                                             |
|         |                                                                           |
| unnamed | \| \| Tototlmimus packardensis \| \| \| \| \| \| Ornithomimus \| \| \| \| |
|         | \| \| Tototlmimus packardensis \| \| \| \| \| \| Ornithomimus \| \| \| \| |
|         | Tototlmimus packardensis                                                  |
|         |                                                                           |
|         | Ornithomimus                                                              |
|         |                                                                           |

|  | Tototlmimus packardensis |
|  |                          |
|  | Ornithomimus             |
|  |                          |

|  | Anserimimus planinychus |
|  |                         |
|  | Gallimimus              |
|  |                         |

|         | Struthiomimus                                                             |
|         |                                                                           |
| unnamed | \| \| Tototlmimus packardensis \| \| \| \| \| \| Ornithomimus \| \| \| \| |
|         | \| \| Tototlmimus packardensis \| \| \| \| \| \| Ornithomimus \| \| \| \| |
|         | Tototlmimus packardensis                                                  |
|         |                                                                           |
|         | Ornithomimus                                                              |
|         |                                                                           |

|  | Tototlmimus packardensis |
|  |                          |
|  | Ornithomimus             |
|  |                          |

|  | Anserimimus planinychus |
|  |                         |
|  | Gallimimus              |
|  |                         |

|         | Struthiomimus                                                             |
|         |                                                                           |
| unnamed | \| \| Tototlmimus packardensis \| \| \| \| \| \| Ornithomimus \| \| \| \| |
|         | \| \| Tototlmimus packardensis \| \| \| \| \| \| Ornithomimus \| \| \| \| |
|         | Tototlmimus packardensis                                                  |
|         |                                                                           |
|         | Ornithomimus                                                              |
|         |                                                                           |

|  | Tototlmimus packardensis |
|  |                          |
|  | Ornithomimus             |
|  |                          |

|  | Anserimimus planinychus |
|  |                         |
|  | Gallimimus              |
|  |                         |

|         | Struthiomimus                                                             |
|         |                                                                           |
| unnamed | \| \| Tototlmimus packardensis \| \| \| \| \| \| Ornithomimus \| \| \| \| |
|         | \| \| Tototlmimus packardensis \| \| \| \| \| \| Ornithomimus \| \| \| \| |
|         | Tototlmimus packardensis                                                  |
|         |                                                                           |
|         | Ornithomimus                                                              |
|         |                                                                           |

|  | Tototlmimus packardensis |
|  |                          |
|  | Ornithomimus             |
|  |                          |

|  | Anserimimus planinychus |
|  |                         |
|  | Gallimimus              |
|  |                         |

|         | Struthiomimus                                                             |
|         |                                                                           |
| unnamed | \| \| Tototlmimus packardensis \| \| \| \| \| \| Ornithomimus \| \| \| \| |
|         | \| \| Tototlmimus packardensis \| \| \| \| \| \| Ornithomimus \| \| \| \| |
|         | Tototlmimus packardensis                                                  |
|         |                                                                           |
|         | Ornithomimus                                                              |
|         |                                                                           |

|  | Tototlmimus packardensis |
|  |                          |
|  | Ornithomimus             |
|  |                          |

|  | Anserimimus planinychus |
|  |                         |
|  | Gallimimus              |
|  |                         |

|         | Struthiomimus                                                             |
|         |                                                                           |
| unnamed | \| \| Tototlmimus packardensis \| \| \| \| \| \| Ornithomimus \| \| \| \| |
|         | \| \| Tototlmimus packardensis \| \| \| \| \| \| Ornithomimus \| \| \| \| |
|         | Tototlmimus packardensis                                                  |
|         |                                                                           |
|         | Ornithomimus                                                              |
|         |                                                                           |

|  | Tototlmimus packardensis |
|  |                          |
|  | Ornithomimus             |
|  |                          |

## Paleobiologia

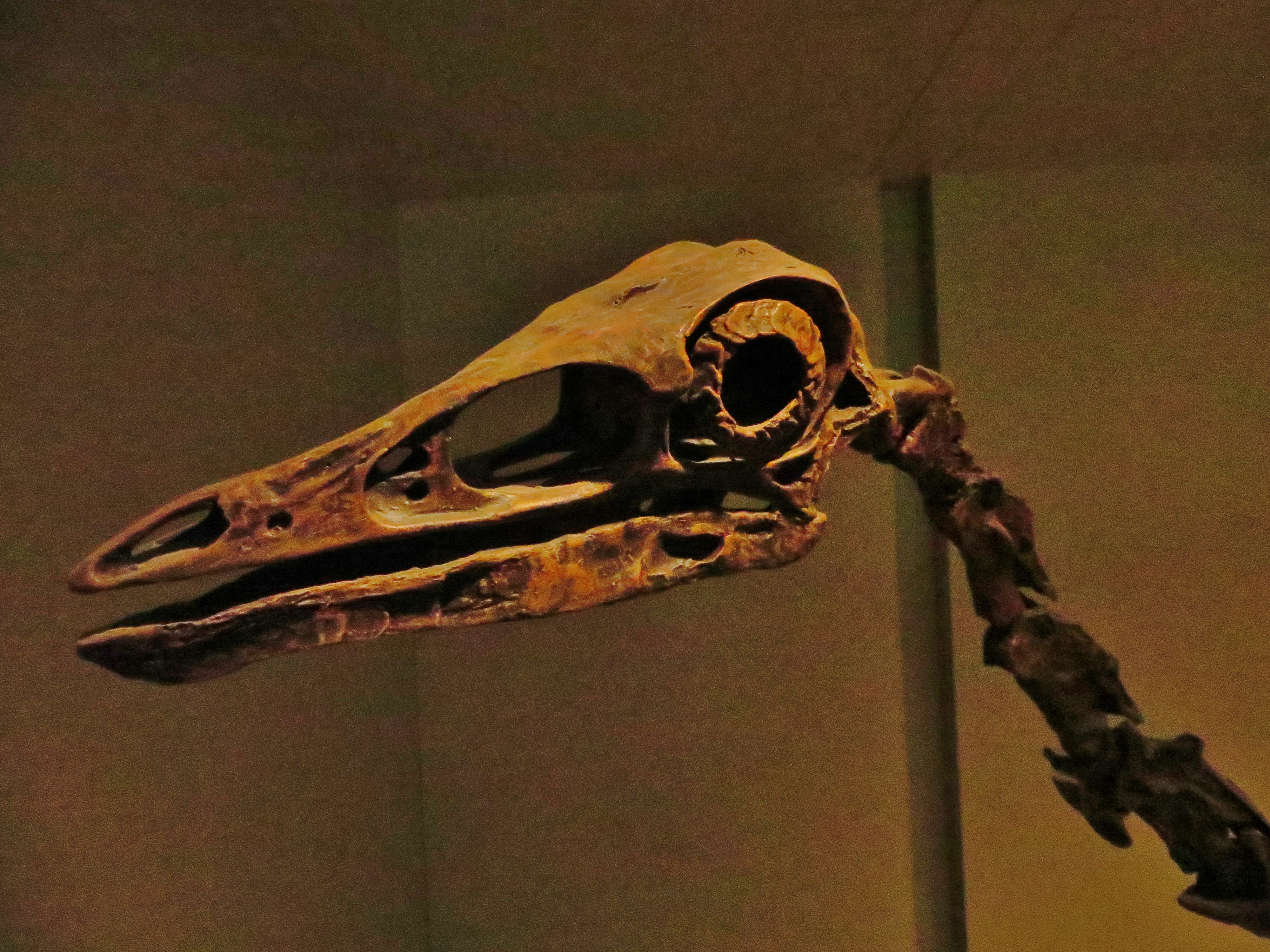
Cranio di Struthiomimus

Confrontando gli anelli sclerali del genere Ornithomimus con quelli di alcuni uccelli e rettili moderni, si è scoperto che questi animali potrebbero essere stati catemerali, ossia attivi per tutto il giorno a brevi intervalli.
Sebbene si conosca poco sulla abitudini riproduttive degli ornithomimidi, sono stati ritrovati diversi fossili di ornithomimidi neonati che rappresentano embrioni o esemplari appena nati.
Gli ornitomimidi sembrano essere stati predati almeno occasionalmente da altri teropodi, come evidenziato da una vertebra caudale di un ornithomimide che conserva segni di denti attribuiti al dromaeosauride Saurornitholestes. Un altro esemplare di ornithomimide non identificato mostra un osso del dito patologico la cui estremità è "a fungo" rispetto a quella di esemplari sani.

### Dieta
Gli ornithomimidi probabilmente acquisivano la maggior parte delle loro calorie nutrendosi di vegetali. Molti ornithomimosauri, comprese le specie più basali, sono stati ritrovati con numerosi gastroliti all'interno del loro stomaco, caratteristica degli erbivori. Henry Fairfield Osborn suggerì anche che le lunghe "braccia" degli ornithomimidi, simili a quelle dei bradipi, potrebbero essere state usate per avvicinarsi i rami più bassi degli alberi, ipotesi supportata da ulteriori studi sulle loro strane mani uncinate. La grande abbondanza di ornithomimidi (che in America sono i dinosauri di medie-piccole dimensioni più comuni) è coerente con l'idea che si nutrissero di piante, poiché gli erbivori di solito superano in numero i carnivori in un ecosistema. Tuttavia, potrebbero essere stati onnivori, nutrendosi sia di piante sia di piccoli animali.
Le abitudini alimentari degli ornithomimidi sono tuttora controverse. Nel 2001, Norell et al. riportò un esemplare di Gallimimus (IGM 100/1133) e uno di Ornithomimus (RTMP 95.110.1). Questi due crani fossili avevano conservavano ancora i tessuti molli, ed entrambi presentavano un becco cheratinoso con scanalature verticali che si estendevano ventralmente dalla mandibola ossea superiore. Queste strutture ricordano le lamelle delle anatre, nelle quali funzionano per filtrare dall'acqua piccoli oggetti commestibili come piante, forami, molluschi e ostracodi. Gli autori hanno inoltre osservato che gli ornithomimidi erano abbondanti in ambienti alluvionali e più rari negli ambienti più aridi, suggerendo che questi animali fossero dipendenti dall'acqua per il cibo, filtrando piccoli organismi. Norell et al. notarono inoltre che gli ornithomimidi più basali avevano denti ben sviluppati, mentre le forme derivate erano edentule e probabilmente non potevano nutrirsi di grandi animali.
Un altro articolo ha messo in discussione le conclusioni di Norell et al.. Barrett (2005) ha osservato che le creste verticali sono visibili sulla superficie interna dei becchi di tartarughe strettamente erbivore e anche nell'hadrosauride Edmontosaurus. Barrett ha anche offerto calcoli, stimando la quantità di energia che potrebbe derivare da un'alimentazione a filtro e il probabile fabbisogno energetico di un animale grande come Gallimimus. Berrett concluse che una dieta principalmente erbivora, implementata da piccoli animali, sia l'ipotesi più plausibile.